# Iteuil
Iteuil is een gemeente in het Franse departement Vienne (regio Nouvelle-Aquitaine) en telt 2814 inwoners (1999). De plaats maakt deel uit van het arrondissement Poitiers.

## Geografie
De oppervlakte van Iteuil bedraagt 22,1 km², de bevolkingsdichtheid is 127,3 inwoners per km².

## Verkeer en vervoer
In de gemeente ligt spoorwegstation Iteuil.
De onderstaande kaart toont de ligging van Iteuil met de belangrijkste infrastructuur en aangrenzende gemeenten.

## Demografie
Onderstaande figuur toont het verloop van het inwonertal (bron: INSEE-tellingen).